# کلایو راگلز
کلایو راگلز (انگلیسی: Clive Ruggles؛ زادهٔ ۱ ژانویهٔ ۱۹۵۲) ستاره‌شناس، انسان‌شناس، و باستان‌شناس اهل بریتانیا است. او را از بنیانگذاران رشتهٔ باستان‌اخترشناسی می‌دانند.